# ابور، ماچاگودانالهی
ابور، ماچاگودانالهی (به لاتین: Abbur Machagowdanahalli) یک روستا در هند است که در کارناتاکا واقع شده‌است.